# Jolinar's Memories (Zvezdna vrata SG-1)
Jolinar's Memories  je naslov epizode znanstveno-fantastične serije Zvezdna vrata, v kateri v štab SG prispe Tok'ra Martouf z zelo slabo novico: Samanthin oče Jacob in njegov Tok'ra parazit Selmak sta postala talca zlobnega lorda Sokarja. Jacob oziroma Selmak je zaprt na luni z imenom Netu, ki jo je Sokar spremenil v pravi pekel. Tok'ra verjamejo, da namerava Sokar napasti druge lorde in s tem prevzeti celoten nadzor. Martouf namerava osvoboditi Jacoba, težava pa je v tem, da je Jolinar edina, ki je ušla iz pekla na Netuju, a o svojem podvigu nikoli ni spregovorila z nikomer.